# Semidalis sanxiana
Semidalis sanxiana är en insektsart som beskrevs av Z.-q. Liu och C.-k. Yang 1997. Semidalis sanxiana ingår i släktet Semidalis och familjen vaxsländor. Inga underarter finns listade i Catalogue of Life.